# Bucklin (Misuri)
Bucklin es una ciudad ubicada en el condado de Linn en el estado estadounidense de Misuri. En el Censo de 2010 tenía una población de 467 habitantes y una densidad poblacional de 152,55 personas por km².

## Geografía
Bucklin se encuentra ubicada en las coordenadas 39°47′3″N 92°53′17″O / 39.78417, -92.88806. Según la Oficina del Censo de los Estados Unidos, Bucklin tiene una superficie total de 3.06 km², de la cual 3.06 km² corresponden a tierra firme y (0%) 0 km² es agua.

## Demografía
Según el censo de 2010, había 467 personas residiendo en Bucklin. La densidad de población era de 152,55 hab./km². De los 467 habitantes, Bucklin estaba compuesto por el 99.36% blancos, el 0% eran afroamericanos, el 0.21% eran amerindios, el 0% eran asiáticos, el 0% eran isleños del Pacífico, el 0% eran de otras razas y el 0.43% pertenecían a dos o más razas. Del total de la población el 1.93% eran hispanos o latinos de cualquier raza.